# Sant'Anselmo all'Aventino

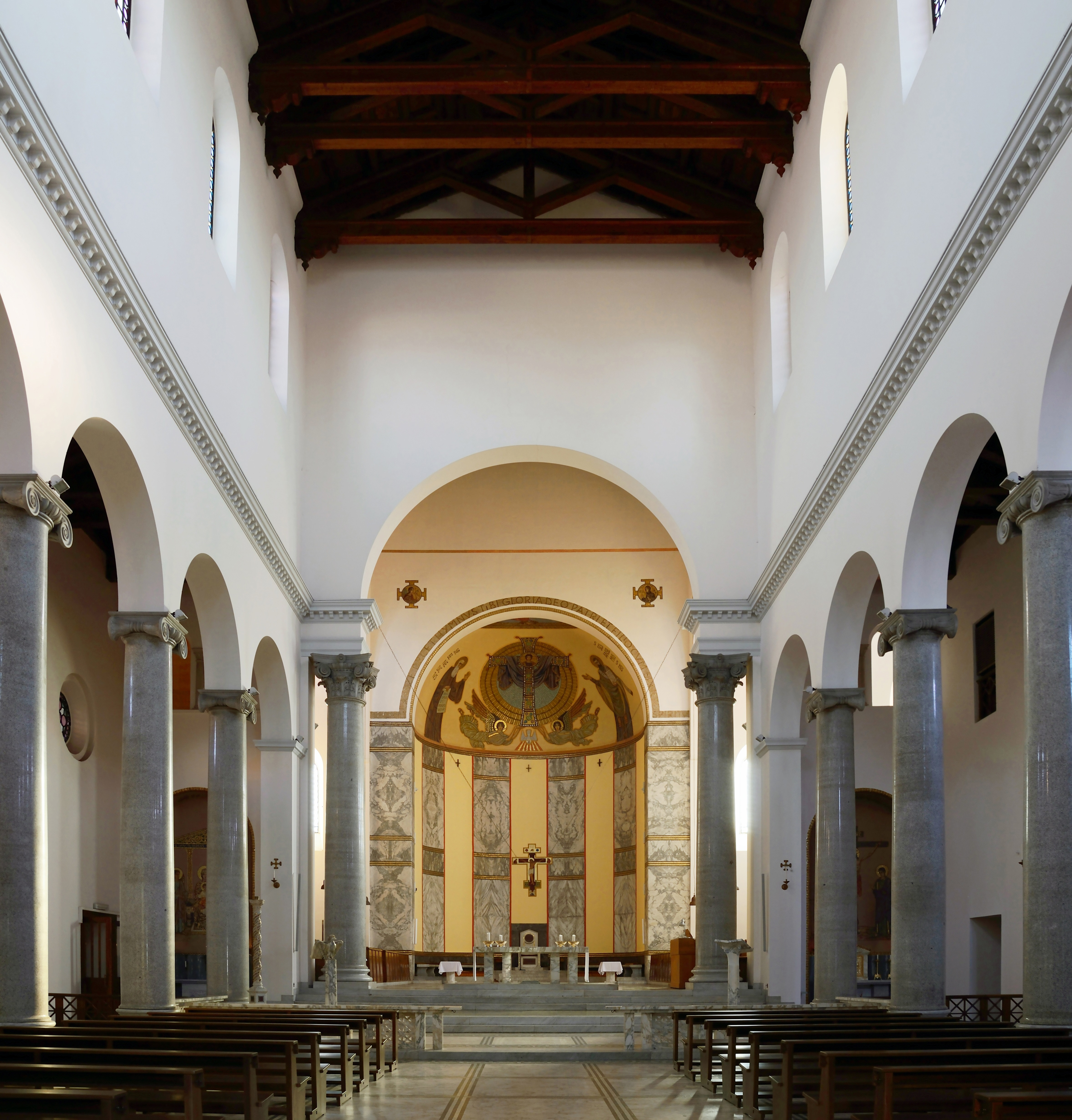
Biserica Sant' Anselmo

Sant' Anselmo all'Aventino este o biserică, mănăstire și colegiu benedictin din Roma, cu hramul Sfântul Anselm.
Corpurile clădirii au fost construite în anul 1900 după proiectul realizat de Hildebrand de Hemptinne și Fidelis von Stotzingen. Ateneul Pontifical Sant'Anselmo și Colegiul Sant'Anselmo sunt localizate aici.
Biserica are un plan bazilical, iar mozaicurile sale reprezintă numai figuri și nu au fundal. Cripta este deschisă publicului, la care se ajunge prin prezbiteriu. În dreptul intrării se află o statuie a Sfântului Benedict, care ține mâinile în poziția de rugăciune.

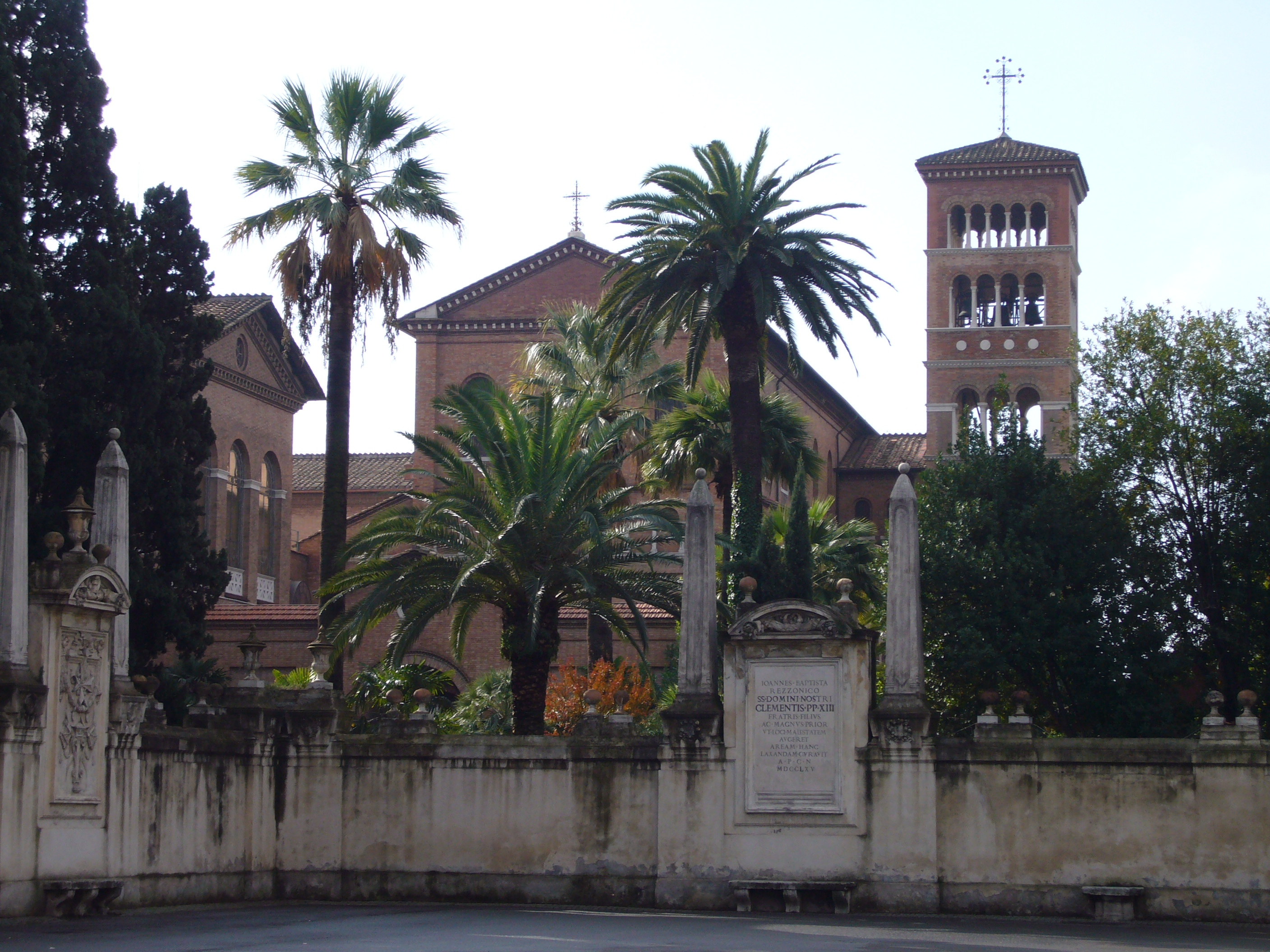
Biserica Sant'Anselmo

În atriu se găsește o statuie din bronz a Sfântului Anselm, făcută la sfârșitul secolului al XX-lea. De aici se poate vedea Santa Maria del Priorato, care este deschisă publicului. La intrarea în mănăstire, în atriu, se află un mozaic roman al Orfeului care a fost găsit cu ocazia construcției colegiului.